# Васэй-эйго
Васэй-эйго (яп. 和製英語) — японские псевдоанглицизмы, то есть такие конструкции из слов английского происхождения, которые не существуют в английском языке, но используются в японском. Более общим термином является васэй-гайрайго, обозначающий слова, заимствованные из любых европейских языков.
В Японии также распространено понятие «японский английский» (яп. ジャパニーズ・イングリッシュ дзяпани:дзу ингуриссю), которое показывает, что японцы осознают японское происхождение васэй-эйго, однако они с трудом отличают заимствованные слова от исконно английских, как показал опрос, проведённый в августе 2007 года.
Как пример можно привести английское слово desk. В английском языке оно означает «письменный стол», а в Японии desk (яп. デスク дэсуку) часто используется в отношении людей. Например, «Танака-дэсуку» — репортёр или редактор, ответственный за отделение в газете. Иногда васэй-эйго соединяется с японским языком, образуя новые слова, например, «окусён» (億ション) состоит из оку, что значит «сто миллионов», и mansion, что в переводе с английского означает «особняк». Получается каламбур, так как man (ман, 万) означает «десять тысяч», значит, оку-сён («сто миллионов сён») — в десять тысяч раз больше, чем ман-сён («десять тысяч сён», mansion).
Иногда два обычных английских слова образуют новое понятие, например, «фамиком» (ファミコン) — гибрид англ. family (семья) и computer (компьютер) — значит «игровая приставка», причем особенно часто используется для обозначения Nintendo Entertainment System, в Японии известной как Famicom.

## Примеры
| Катакана         | Киридзи         | Оригинал                                                | Значение в японском языке                             |
| ---------------- | --------------- | ------------------------------------------------------- | ----------------------------------------------------- |
| アフターサービス | афута: са: бису | after service (досл.: «после сервиса»)                  | обслуживание клиента, поддержка пользователей, услуги |
| アイス           | айсу            | ice (лёд)                                               | мороженое                                             |
| アメフト         | амэфуто         | Ame(rican) foot(ball)                                   | Американский футбол                                   |
| アメリカンドッグ | амэрикандоггу   | American dog (американская собака)                      | Корн-дог                                              |
| アップ           | аппу            | up (часть слова upgrade — модернизация)                 | Апгрейд, усовершенствование                           |
| バーゲン         | ба: гэн         | bargain (сделка)                                        | Распродажа                                            |
| バイキング       | байкингу        | viking (викинг)                                         | Шведский стол                                         |
| バージンロード   | ба: дзинро: до  | virgin road (досл.: «дорога девственницы»)              | проход между рядами в церкви                          |
| バックミラー     | баккумира:      | back mirror (досл.: «заднее зеркало»)                   | Зеркало заднего вида                                  |
| バスジャック     | басудзякку      | bus jack (из bus — автобус и carjack — угон автомобиля) | ограбление в автобусе                                 |
| ベビーカー       | бэбика:         | baby car (досл.: «детская машина»)                      | Детская коляска                                       |
| ベッドタウン     | бэддотаун       | bed town (досл.: «город кровати»)                       | Спальный район                                        |
| ビル             | биру            | buil (часть слова building — здание)                    | Постройка, особенно современная                       |